# 다히
다히(힌디어: दही)는 남아시아의 발효 유제품이다.

## 이름
- 다히(구자라트어: દહીં, 네팔어: दही, 신드어: ڏهي/ॾही, 우르두어: دہی, 펀자브어: ਦਹੀਂ, 힌디어: दही)
- 도이(아삼어: দৈ, 벵골어: দই, 오리야어: ଦଇ)
- 도히(오리야어: ଦହି)

## 물소젖 다히

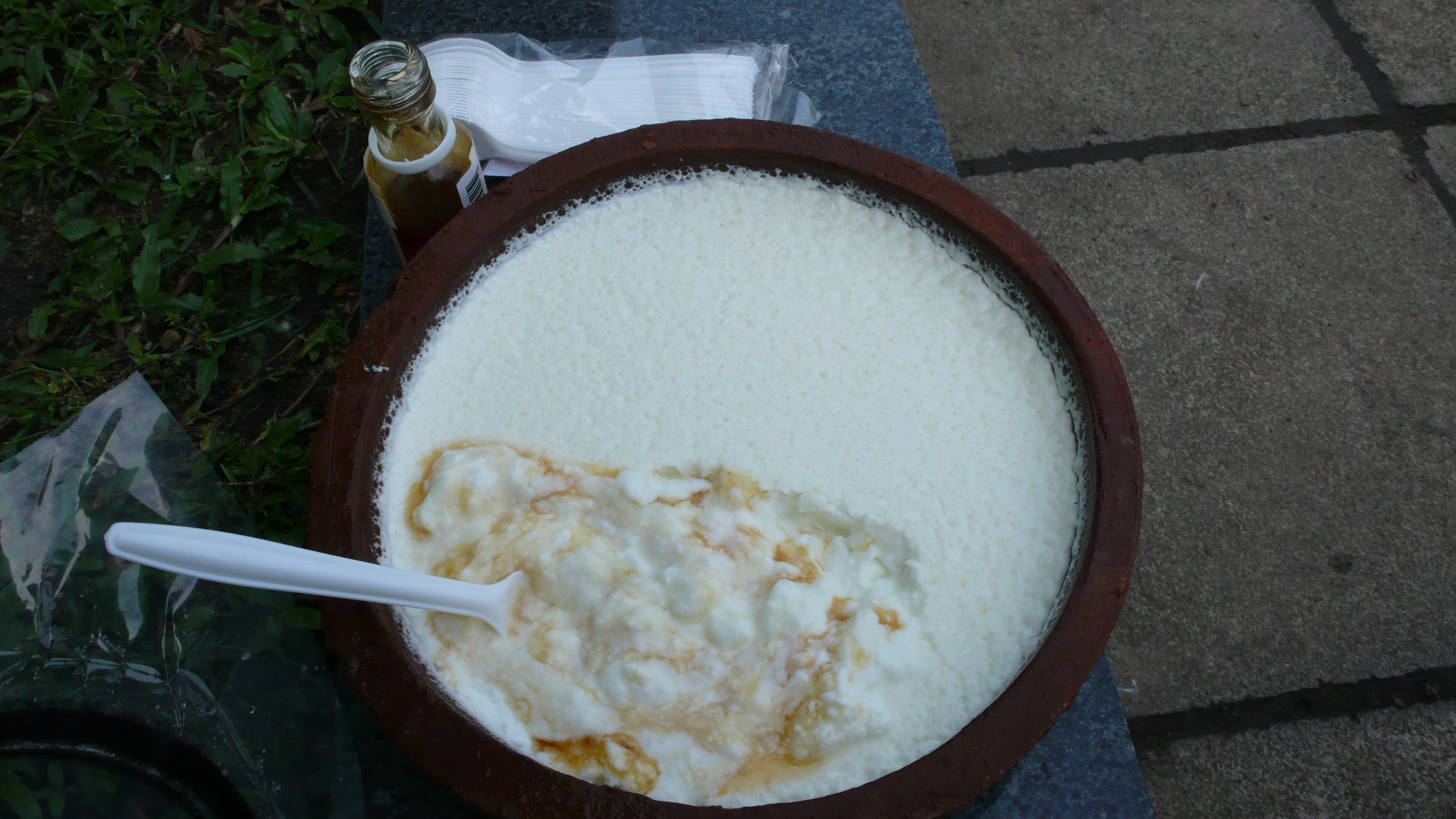
물소젖 다히와 당밀이 담긴 항아리

물소젖 다히(영어: buffalo curd 버펄로 커드[*], 싱할라어: මී කිරි)는 물소의 젖으로부터 만들어지는 발효유이다. 물소젖 다히는 인도, 파키스탄, 스리랑카, 네팔과 같은 남아시아 지역에서 유명하다. 요구르트의 밀도를 높여 주는 지방이 더 많이 함유되어 있기 때문에 남아시아에서는 물소의 젖이 우유보다 좋게 여겨진다. 거의 대부분의 지방에서 물소젖 다히를 포장할 때 점토 도자기가 쓰인다.
물소젖 다히는 미생물에 의한 물소 젖의 발효 과정에서 얻어지며 이 과정에서 물소 젖의 락토스 성분은 몇몇 미생물로 인해 젖산으로 치환된다.
물소젖 다히는 단백질, 지방, 락토스, 미네랄과 비타민의 함량이 높다. 보통 물소젖 다히에는 적어도 7.5%의 유지방 성분이 있으며 8.5%의 유고형분, 4.5%의 젖산이 함유되어 있다.

## 같이 보기
- 라시
- 락토스
- 물소
- 인도 요리
- 다히 바라
- 다히 푸리